# Cité (metrostation)
Cité is een station van de Parijse metro. Het station ligt op het eiland Île de la Cité waar het station naar vernoemd is. Op het station stoppen alleen metro's van metrolijn 4. Tevens is het station het enige metrostation op het eiland. Onder het eiland door loopt RER lijn B, maar deze heeft er geen station.
Het is een beetje atypisch station, daar het in de eerste tunnel onder de Seine is aangelegd. De ingangen bevinden zich in twee enorme ronde putten die destijds voor de tunnelbouw geconstrueerd zijn.
Nabij het station bevindt zich een aantal bezienswaardigheden:

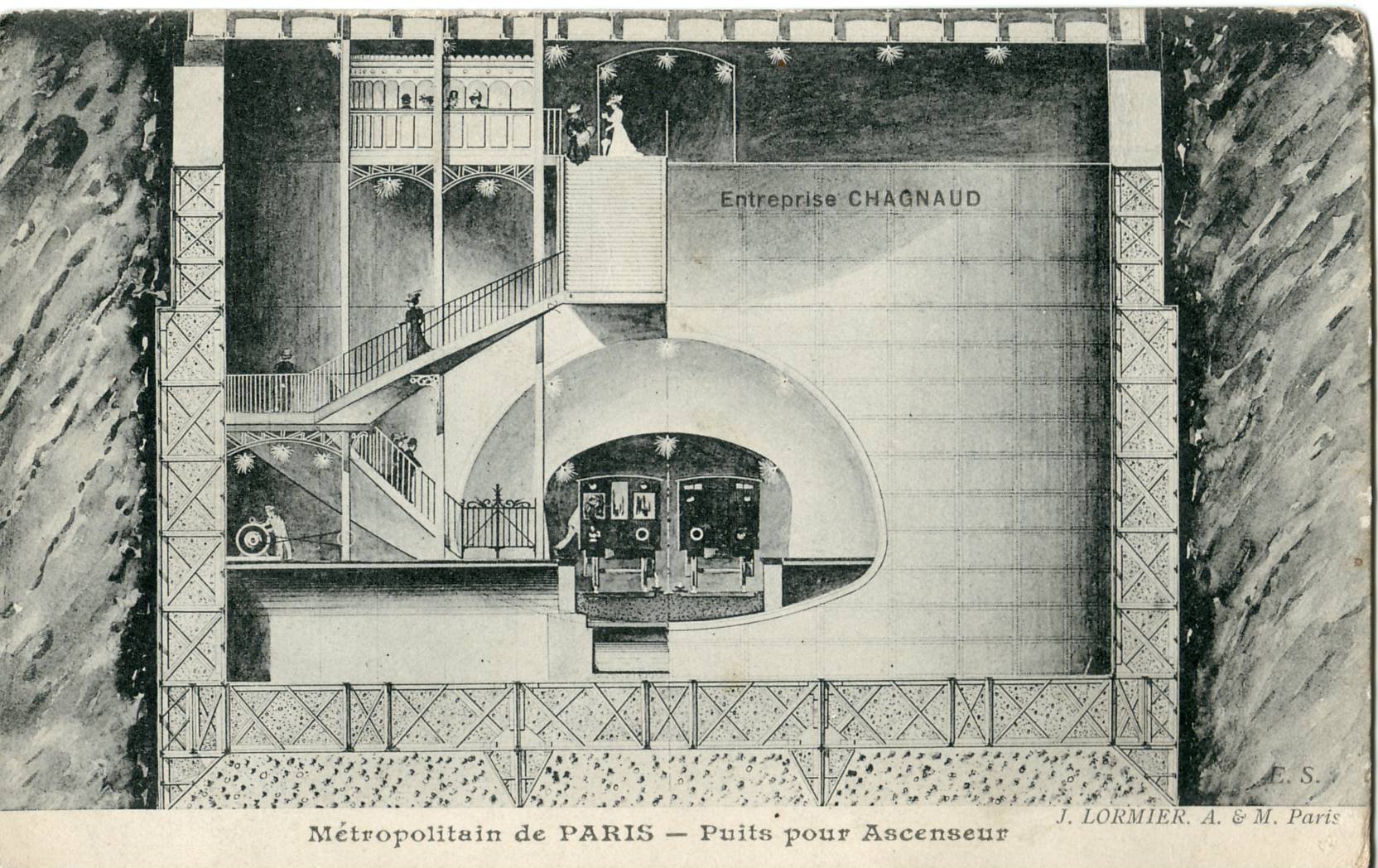
Bouwtekening voor de tunnelput

- Notre-Dame
- Pont Neuf
- Conciergerie
- Sainte-Chapelle
- Pont Saint-Louis
- Palais de justice

Porte de Clignancourt · 
Simplon · 
Marcadet - Poissonniers · 
Château Rouge · 
Barbès - Rochechouart · 
Gare du Nord · 
Gare de l'Est · 
Château d'Eau · 
Strasbourg - Saint-Denis · 
Réaumur - Sébastopol · 
Étienne Marcel · 
Les Halles · 
Châtelet · 
Cité · 
Saint-Michel · 
Odéon · 
Saint-Germain-des-Prés · 
Saint-Sulpice · 
Saint-Placide · 
Montparnasse - Bienvenüe · 
Vavin · 
Raspail · 
Denfert-Rochereau · 
Mouton-Duvernet · 
Alésia · 
Porte d'Orléans ·
Mairie de Montrouge ·
Barbara ·
Bagneux - Lucie Aubrac
- Virtual International Authority File: 236439773
- WorldCat: E39PBJwxGBrHgbKxP7b6w6Trbd